# Floresta (Goiânia)
Floresta é um bairro localizado no município de Goiânia, capital de Goiás, na região noroeste da cidade.
Fundado em 1992, foi formado a partir da antiga Fazenda São Domingos em lotes que não foram aprovados legalmente pelo poder público. O contexto de surgimento do Floresta envolveu uma população pobre que lutava pela moradia. Mais tarde, com a especulação imobiliária vivida por Goiânia na década de 2000, o bairro, juntamente com outros de sua região, recebeu infraestrutura.
Segundo dados do Instituto Brasileiro de Geografia e Estatística (IBGE), divulgados pela prefeitura, no Censo 2010 a população do Floresta era de 5 641 pessoas.